# Куклюк
Куклюк — река в России, протекает по Елабужскому району Республики Татарстан. Левый приток реки Умяк, бассейн Камы.

## География
Река начинается в овраге восточнее деревни Верхний Шурняк, течёт в общем направлении на северо-запад. На реке расположены населённые пункты Черкасово, Студёный Ключ, Старый Куклюк, Мишка-Овраг, Нижний Куклюк. Впадает в Умяк в 23 км от устья последнего. Длина реки составляет 11 км.

## Данные водного реестра
По данным государственного водного реестра России относится к Камскому бассейновому округу, водохозяйственный участок реки — Вятка от города Вятские Поляны и до устья, речной подбассейн реки — Вятка. Речной бассейн реки — Кама.
Код объекта в государственном водном реестре — 10010300612111100040646.